# نجم طلایی (گیاه)
نجم طلایی (نام علمی: Gagea lutea) نام یک گونه از سرده نجم طلایی است.